# Laurbærdafne
Laurbærdafne (Daphne laureola), også skrevet Laurbær-Dafne, er en stedsegrøn, lav busk med blanke græsgrønne blade og gulgrønne blomster. Planten trives fint i skygge og kan bruges til underplantning af skovagtige haveanlæg.

## Kendetegn
Laurbærdafne er en stedsegrøn dværgbusk med en opret til opstigende vækst. Barken er først glat og græsgrøn, men senere bliver den gråbrun med fremstående, lyse blade. Knopperne er spedtstillede og butte til næsten runde med lysegrønne bladskæl. Bladene er elliptiske og helrandede. Begge bladsider er hårløse og græsgrønne. Blomstringen foregår i marts-maj, hvor man finder blomsterne siddende 3-7 sammen i små stande fra bladhjørnerne nær skudspidserne. De enkelte blomster er 4-tallige med sammenvoksede, gulgrønne bægerblade. Kronblade findes ikke. Frugterne er blåsorte stenfrugter.
Rodsystemet består af seje, vidt udbredte og dybtgående hovedrødder og forholdsvis få siderødder. Blomsterne kan være stærkt duftende, men der findes også planter, hvis blomster er uden duft. Hele planten, inklusive de bæragtige frugter er stærkt giftig, og saften er ætsende
Laurbærdafne bliver ca. 1 m høj og med omtrent lige så stor kronediameter.

## Hjemsted
Laurbærdafne hører hjemme i Makaronesien, Nordafrika, Sydeuropa, Centraleuropa og på de Britiske Øer, hvor den findes som bundplante i blandede løvskove på ret tør, kalkrig og ret næringsfattig bund. 
I de illyriske bjergskove, domineret af bøg, som findes i Sjeverni Nationalpark nær Senj i Kroatien findes arten som bundplante i 400-800 m højde sammen med bl.a. ahorn, ask, almindelig bingelurt, bøg, almindelig guldnælde, kristtorn, sanikel, almindelig skopolaminurt, alpegedeblad, bredbladet benved, druehyld, dunet gedeblad, Euphorbia carniolica (en art af vortemælk), hvid anemone, hvidplettet lungeurt, kongetvetand, kranslilje, peberbusk, skovbjergmynte, skovmærke, skovstar, sort druemunke, spidsløn, storbladet elm, vårkærminde og vårskærm

## Galleri
|  |  |  |  |